# کری لم
کری لم چنگ (انگلیسی: Carrie Lam Cheng Yuet-ngor؛ زادهٔ ۱۳ مهٔ ۱۹۵۷) یک سیاست‌مدار اهل هنگ کنگ است. وی از تاریخ ۱ ژوئیه ۲۰۱۷ رئیس اجرایی این کشور است. او پیشتر معاون رهبر هنگ کنگ بوده است.